# Копчин (заказник)
Копчин — ботанічний заказник місцевого значення в Україні. Об'єкт природно-заповідного фонду Івано-Франківської області. 
Розташований на території Яремчанської міської громади Івано-Франківської області, на південний схід від села Микуличин.
Площа 422 га. Статус присвоєно згідно з рішенням облвиконкому 19.07.1988 року № 128. Перебуває у віданні ДП «Делятинський держлісгосп» (Поляницьке л-во, кв. 21—24). 
Статус присвоєно для збереження унікального природного комплексу в Українських Карпатах (масив Запрутські Ґорґани). Зростають буково-смереково-ялицеві ліси та рослини, занесені до Червоної книги України: арніка гірська, підсніжник звичайний, шафран Гейфеля, цибуля ведмежа.